# Ascodichaenaceae
Ascodichaenaceae D. Hawksw. & Sherwood – rodzina grzybów z rzędu łuszczeńcowców (Rhytismatales).

## Systematyka
Pozycja w klasyfikacji według Index Fungorum
Rhytismataceae, Rhytismatales, Leotiomycetidae, Leotiomycetes, Pezizomycotina, Ascomycota, Fungi.
Rodzaje
Według aktualizowanej klasyfikacji Index Fungorum bazującej na Dictionary of the Fungi do rodziny tej należą rodzaje:
- Ascodichaena Butin 1977
- Delpinoina Kuntze 1891
- Pyrenostegia Thüm. ex Rehm 1896[2].